# Платинатрихром
Платинатрихром — бинарное неорганическое соединение
платины и хрома
с формулой PtCr3,
кристаллы.

## Получение
- Сплавление стехиометрических количеств чистых веществ:

{\displaystyle {\mathsf {Pt+3Cr\ {\xrightarrow {1600^{o}C}}\ Cr_{3}Pt}}}

## Физические свойства
Платинатрихром образует кристаллы
кубической сингонии,
пространственная группа P m3n,
параметры ячейки a = 0,4708 нм, Z = 2,
структура типа силицида трихрома Cr3Si.
Соединение конгруэнтно плавится при температуре ≈1600°C
и имеет широкую область гомогенности 17÷23 ат.% платины.